# 何塞多明戈埃斯皮納爾 (聖米格利托區)
何塞多明戈埃斯皮納爾（西班牙語：José Domingo Espinar），是巴拿馬的城鎮，位於該國中東部，由巴拿馬省的聖米格利托區負責管轄，面積7.1平方公里，2010年人口44,471，人口密度每平方公里6,263.5人。